# Oskar Siesbye
Oskar Siesbye (19. juli 1833 i Ebeltoft – 16. december 1913 i København) var en dansk klassisk filolog og universitetslærer.
Dr. O. Siesbye blev født i Ebeltoft i 1833 som søn af læge W. I. Siesbye (død 1840) og hustru Esther, født Wallich (død 1888). Siesbye forblev ugift og døde i 1913. 
Siesbye var kendt som et yderst hjælpsomt menneske, men han var selvudslettende og manglede albuer. Han blev udnævnt til æresdoktor, fordi han havde kvalifikationerne til at blive doktor, men ikke satte sig selv højt nok til at ville indlevere en doktordisputats. Han er nævnt i utallige forord for sin hjælp under udgivelser, som han ikke i øvrigt profiterede af. 
Han blev ansat på Københavns Universitet for sine høje kvalifikationer. Æresdoktorgraden fem år senere afspejlede disse kvalifikationer, som Siesbye som et meget beskedent menneske ikke ville påberåbe sig. 
- 1849 student fra det von Westenske Institut
- 1853-93 lærer ved det von Westenske Institut (nedlagt 1893)
- 1856 cand.philol.
- 1871 ansat ved Københavns Universitet som lærer i klassisk filologi
- 1876 dr.h.c. (æresdoktor)

Han er begravet på Mosaisk Vestre Begravelsesplads.